# Max Pichler

Max Pichler

Max Pichler (29. Oktober 1860 in Frankfurt a. M. – 1. April 1912 ebenda) war ein Opernsänger (Tenor) und Gesangspädagoge.

## Leben
Seine Eltern waren der österreichische Sänger Carl Pichler (1821–1893) und dessen Frau Auguste Wiegand, Herzog Max Joseph in Bayern war sein Pate.
Obwohl Pichler einem so eminent musikalischen Elternpaar entstammte, widmete er sich nicht gleich dem Künstlerberuf, sondern wurde Kaufmann. Er blieb jedoch nicht lange bei diesem Stand, denn es trieb ihn mächtig auf die Bretter. Sein Vater selbst wurde sein Lehrer und schon nach kurzem Studium konnte er als „Tamino“ am Augsburger Stadttheater den ersten Bühnenversuch wagen.
1882 nahm er Engagement in Sondershausen und 1883 am Hoftheater in Gotha. Hierauf wirkte er ein Jahr als lyrischer Tenor in Breslau, sodann in Basel, dann wieder in Gotha und von 1888 bis 1890 in Braunschweig, wo ihm die ehrenvolle Aufgabe zuteilwurde, den beiden ältesten Söhnen des Prinzregenten Albrecht von Preußen Gesangsunterricht zu erteilen. Zu jener Zeit erhielt er auch eine Einladung des Herzogs von Coburg-Gotha, in dessen Oper Cassilda die erste Tenorpartie zu singen.
Ende der 1880er Jahre wurde er zu einem Gastspiel am Krollschen Theater nach Berlin geladen, wo man seiner schönen Stimme beifälliges Lob zollte und ihn ebenso als Wagnersänger wie Interpreten der älteren und jüngeren Italiener schätzte. Die verschiedensten Bühnen bewarben sich um diesen Künstler, allein er gab einem Rufe seiner Vaterstadt Folge und wurde 1890 in bevorzugter Stellung an die vereinigten Stadttheater in Frankfurt verpflichtet.
Dort war er eine Zierde der Oper und durch einen festen Vertrag gebunden. So manche hervorragende Kunststätte versuchte daher vergeblich, Pichler für sich zu gewinnen. Die Kritik rühmt seine eminent musikalische Natur, seinen künstlerischen Geschmack und seine gediegene Gesangskunst wie nicht minder sinnlichen Glanz, lyrische Weichheit und dramatische Kraft der Stimme, aber auch seine Textaussprache und seine musikalische Phrasierung, die stets den wohltuendsten Eindruck hervorrufen, sowie das künstlerische Maßhalten und die Noblesse des Vortrages wurden allgemein lobend erwähnt. Der Künstler war großherzoglich sächsisch-weimarscher Kammersänger und hat sich nicht nur als Bühnenkünstler vorteilhaft bekannt gemacht, sondern wird auch als Oratoriensänger sehr geschätzt.
Nach Beendigung seiner aktiven Bühnenkarriere arbeitete er als Gesangspädagoge in Frankfurt.
Seine Schwester Mathilde Pichler war ebenfalls eine Opernsängerin.